# Saint-Léger-de-Montbrillais
Saint-Léger-de-Montbrillais – miejscowość i gmina we Francji, w regionie Nowa Akwitania, w departamencie Vienne.
Według danych na rok 1990 gminę zamieszkiwało 427 osób, a gęstość zaludnienia wynosiła 41 osób/km² (wśród 1467 gmin regionu Poitou-Charentes, Saint-Léger-de-Montbrillais plasuje się na 607. miejscu pod względem liczby ludności, natomiast pod względem powierzchni na miejscu 810.).